# Starzyna (rejon postawski)
Starzyna – dawny zaścianek. Tereny, na których leżał, znajdują się obecnie na Białorusi, w obwodzie witebskim, w rejonie postawskim, w sielsowiecie Wołki.

## Historia
W czasach zaborów w guberni wileńskiej Imperium Rosyjskiego.
W dwudziestoleciu międzywojennym zaścianek a następnie kolonia leżała w Polsce, w województwie wileńskim, w powiecie duniłowickim (od 1926 postawskim), w gminie Norzyca.
Według Powszechnego Spisu Ludności z 1921 roku zamieszkiwało tu 27 osób, 14 było wyznania rzymskokatolickiego, 12 prawosławnego, a 1 mojżeszowego. Jednocześnie 13 mieszkańców zadeklarowało polską, a 14 białoruską przynależność narodową. Było tu 5 budynków mieszkalnych. W 1931 w 5 domach zamieszkiwało 20 osób.
Wierni należeli do parafii rzymskokatolickiej w Dzierkowszczyźnie i prawosławnej w Norzycy. Miejscowość podlegała pod Sąd Grodzki w Duniłowiczach i Okręgowy w Wilnie; właściwy urząd pocztowy mieścił się w Łasicy.
W 1938 roku miejscowość należała do gromady Michałowo gminy Norzyca.